# Jari
För andra betydelser, se Jari (olika betydelser).
Jari är en ort och kommun i regionen Centro Ocidental Rio-Grandense i den centrala delen av delstaten Rio Grande do Sul i Brasilien. Den är belägen på 441 meters höjd och den närmaste stora staden är Santa Maria. Folkmängden i kommunen uppgår till cirka 3 700 invånare varav cirka 600 bor i själva centralorten. Ortens ursprungliga namn kommer från det tupiska språket.